# 권배용
권배용은 대한민국의 종합격투기 선수다.